# Sous-espace caractéristique

## Définitions
Soient {\displaystyle E} un {\displaystyle \mathbb {K} }-espace vectoriel de dimension finie, {\displaystyle u} un endomorphisme de {\displaystyle E} et {\displaystyle \lambda } une valeur propre de {\displaystyle u}.

On appelle[réf. souhaitée] sous-espace caractéristique, sous-espace spectral, ou encore espace propre généralisé de {\displaystyle u} associé à la valeur propre {\displaystyle \lambda } le sous-espace vectoriel
Id étant l'application identité et {\displaystyle m} la multiplicité de {\displaystyle \lambda } dans le polynôme minimal de {\displaystyle u}. Cet exposant {\displaystyle m} est celui pour lequel le noyau dans la formule atteint sa dimension maximale : si on le remplace par une valeur plus grande, le noyau ne change plus. Pour cette raison on pourra aussi prendre la multiplicité de {\displaystyle \lambda } dans le polynôme caractéristique, car celle-ci est toujours supérieure ou égale à {\displaystyle m}, d'après le théorème de Cayley-Hamilton.
Un vecteur {\displaystyle x\in E} est un vecteur propre généralisé de {\displaystyle u} associé à {\displaystyle \lambda } si {\displaystyle x} est non nul et s'il existe un entier {\displaystyle k\geq 1} tel que {\displaystyle x\in \ker \left[(u-\lambda {Id})^{k}\right]}, autrement dit si {\displaystyle x\in N_{\lambda }(u)\backslash \{0\}}.

## Propriétés
Les sous-espaces caractéristiques sont utilisés dans la caractérisation de la trigonalisation d'un endomorphisme. 
En effet, un endomorphisme {\displaystyle u} d'un espace vectoriel {\displaystyle E} est trigonalisable si et seulement si {\displaystyle E} est la somme (directe) des sous-espaces caractéristiques de {\displaystyle u}, c'est-à-dire si et seulement s'il existe une base de {\displaystyle E} formée de vecteurs propres généralisés de {\displaystyle u}. Cette caractérisation rejoint celle donnée à l'aide du polynôme caractéristique, qui doit être scindé pour que l'endomorphisme soit trigonalisable.